# Raïon de Skadovsk
Le raïon de Skadovsk (en ukrainien : Скадовський район) est un des cinq raïons composant l'oblast (région) de Kherson dans le sud de l'Ukraine. Son chef-lieu est Skadovsk.

## Géographie
Le raïon de Skadovsk est entièrement situé sur la rive gauche de l'estuaire du Dniepr. Il est bordé au sud par la Mer Noire et comprend la plus grande île d'Ukraine, Djarylhatch (62 km²) sur laquelle se trouve le Parc national de Djarylhatch.

## Population
Le raïon de Skadovsk a une superficie  de 5 249 km² et une  population de 124 500 habitants (2020).

## Économie
L'économie du raïon de Skadovsk repose sur l'agriculture et la transformation des produits agricoles. Les terres sont en partie irriguées par le canal Kraznosnamenski branche secondaire du canal de Crimée du Nord qui est alimenté par les eaux du Dniepr prélevées au niveau du barrage de Kakhovka. La côte de la Mer Noire est une destination touristique prisée.

## Découpage administratif
Le raïon de Skadovsk comprend  9 communautés territoriales : deux villes - (Skadovsk (18 000 habitants en 2020) et Hola Prystan (14 000 habitants) - , trois communes urbaines et quatre communes rurales.

## Historique
Avec la réforme administrative du 18 juillet 2020, la raïon a été étendu en fusionnant avec les raïons voisins.

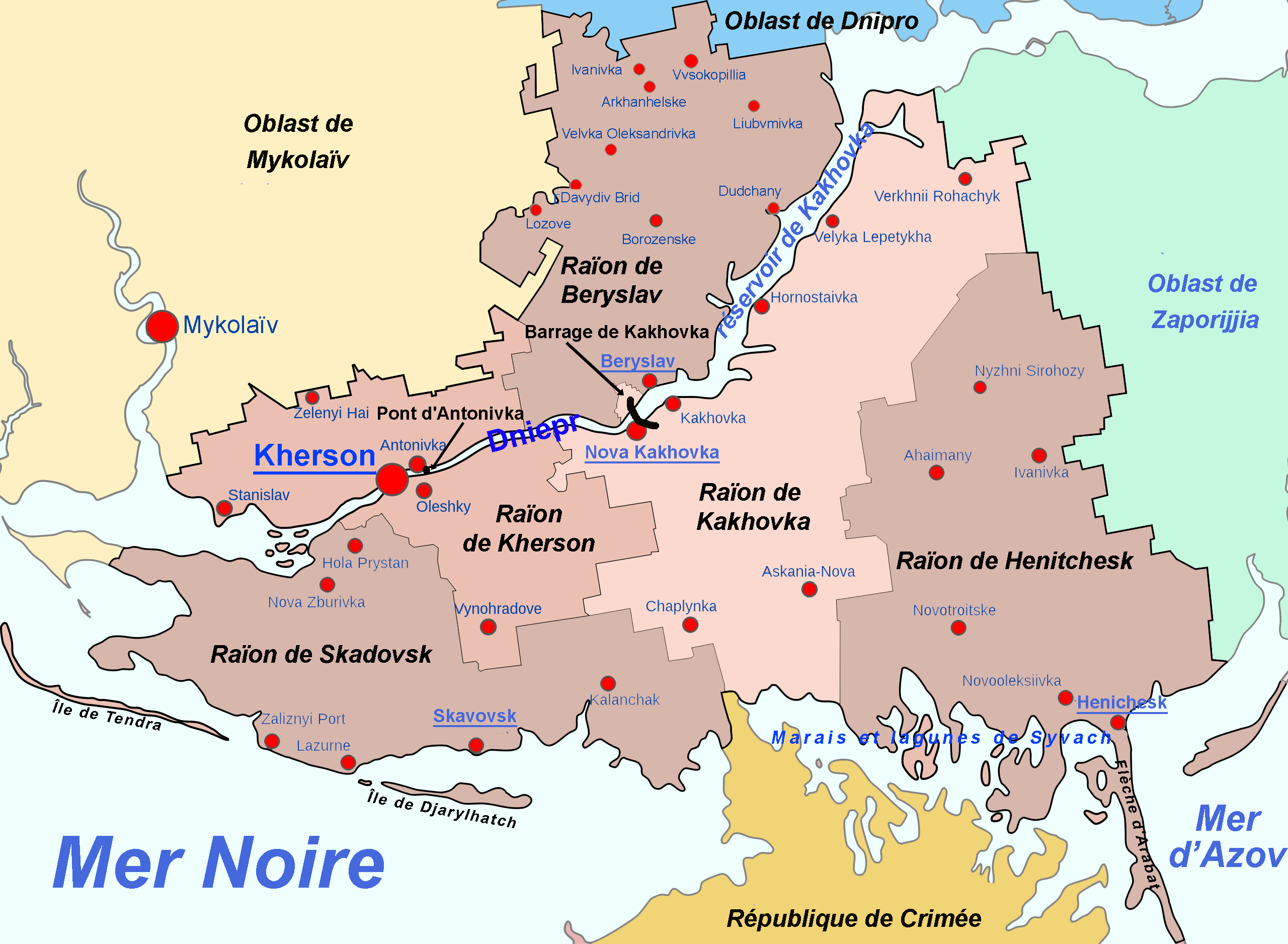
Carte de l'oblast de Kherson avec le¨découpage en raïons.

## Lieux culturels

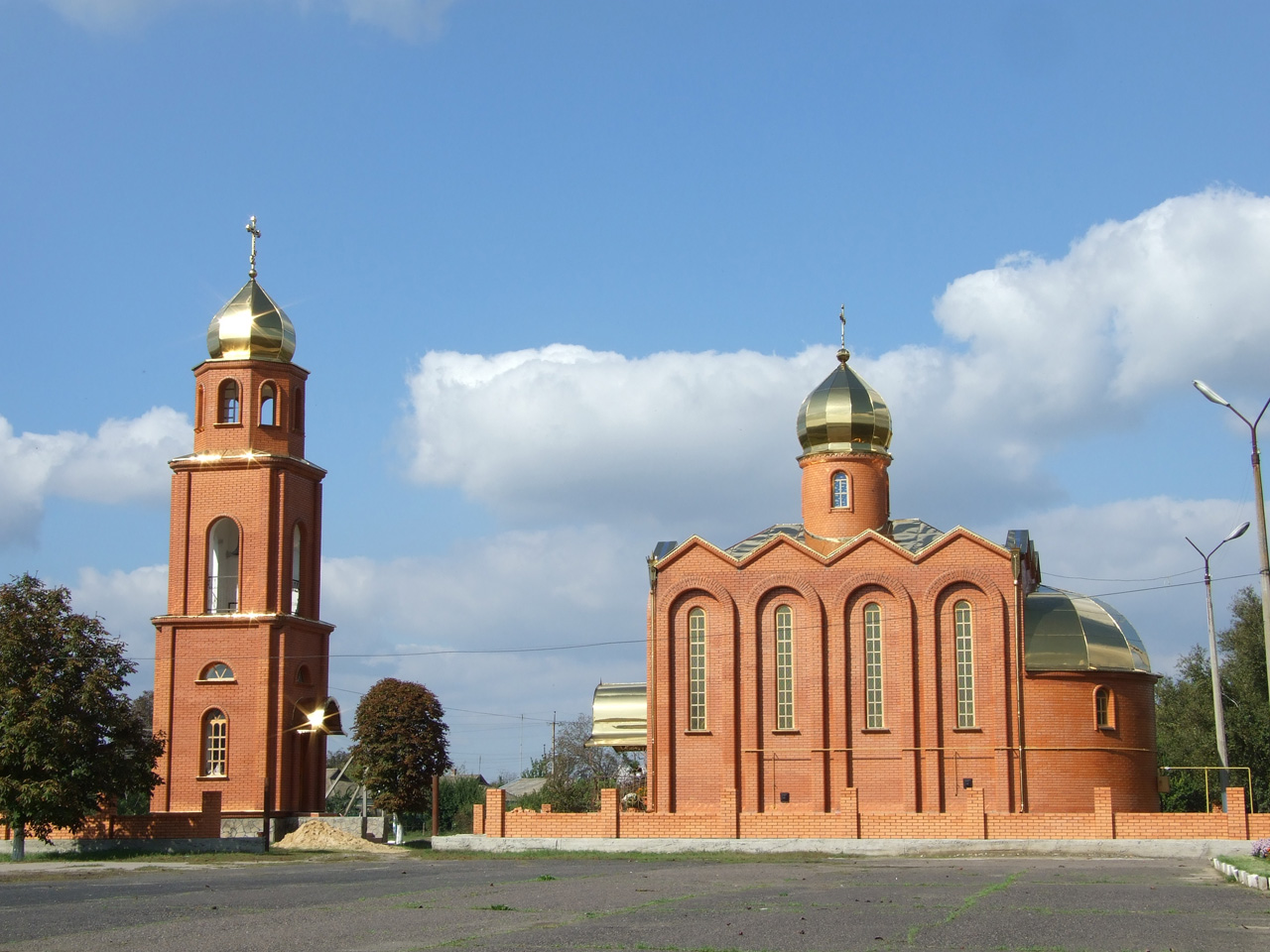
Église de Marie à Antonivka,
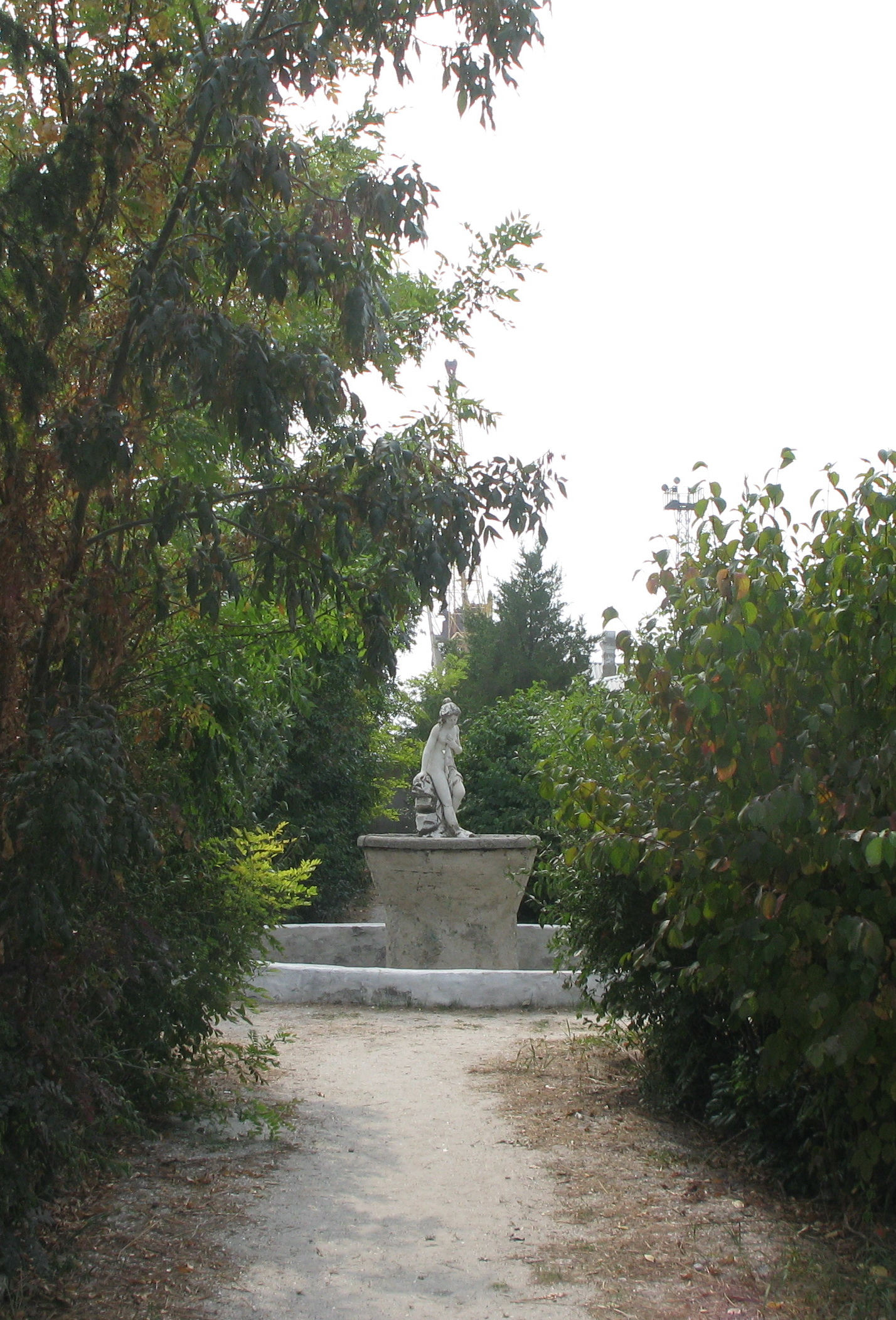
statue femme au bain classée[1],
église de la Dormition à Zbourivka,
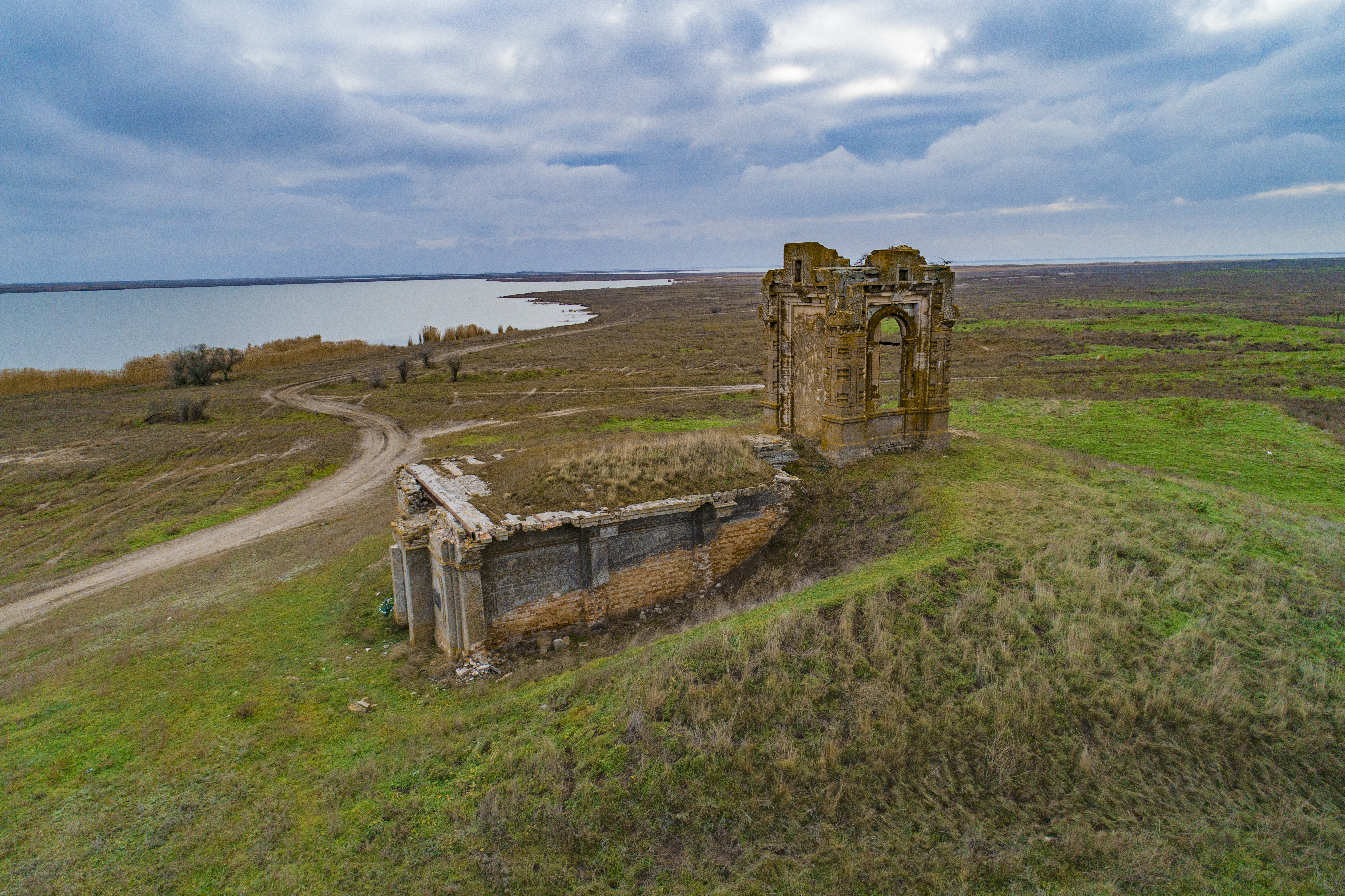
crypte classée[2],
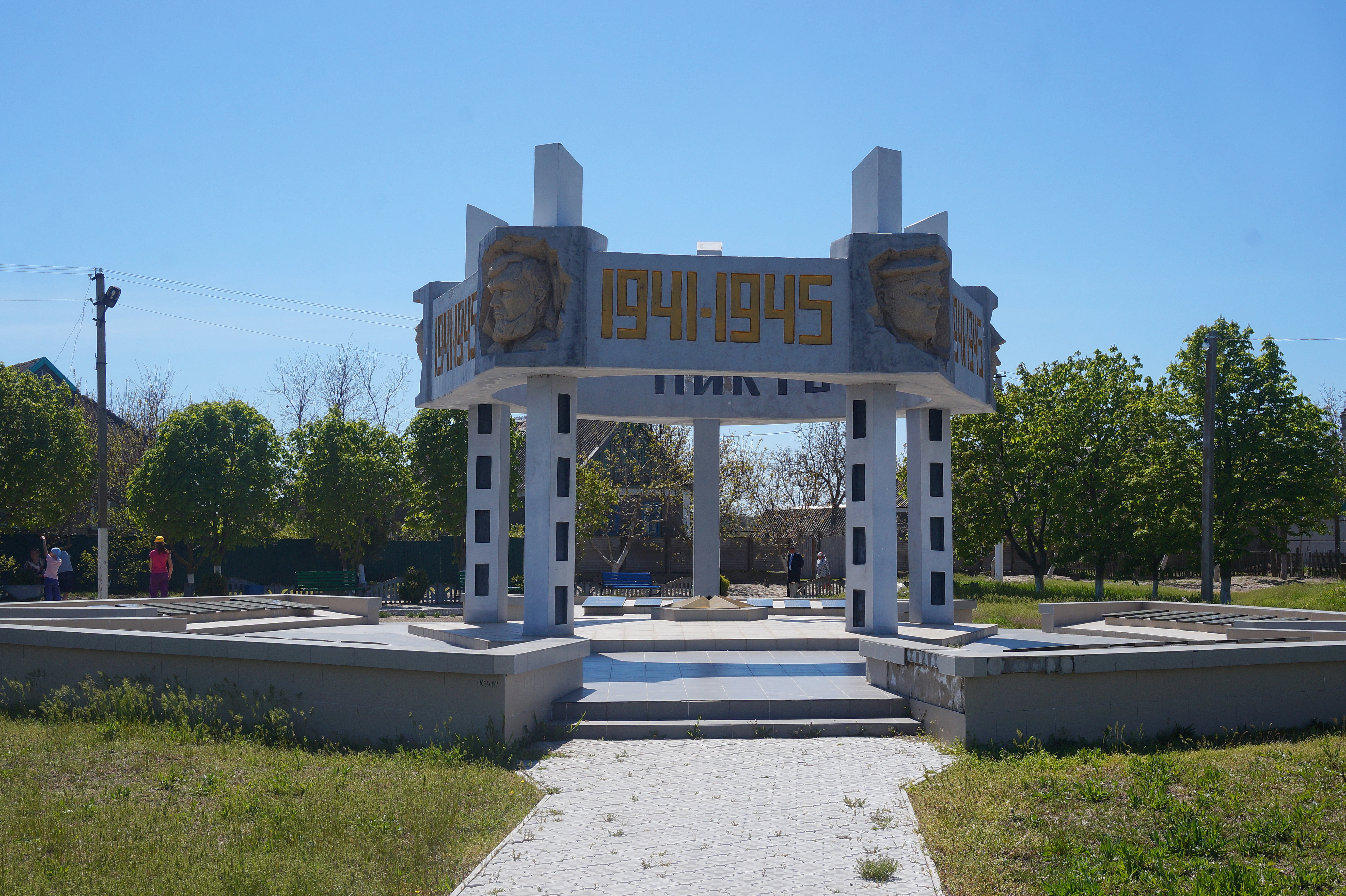
Tombes à Rybalche classées[3],
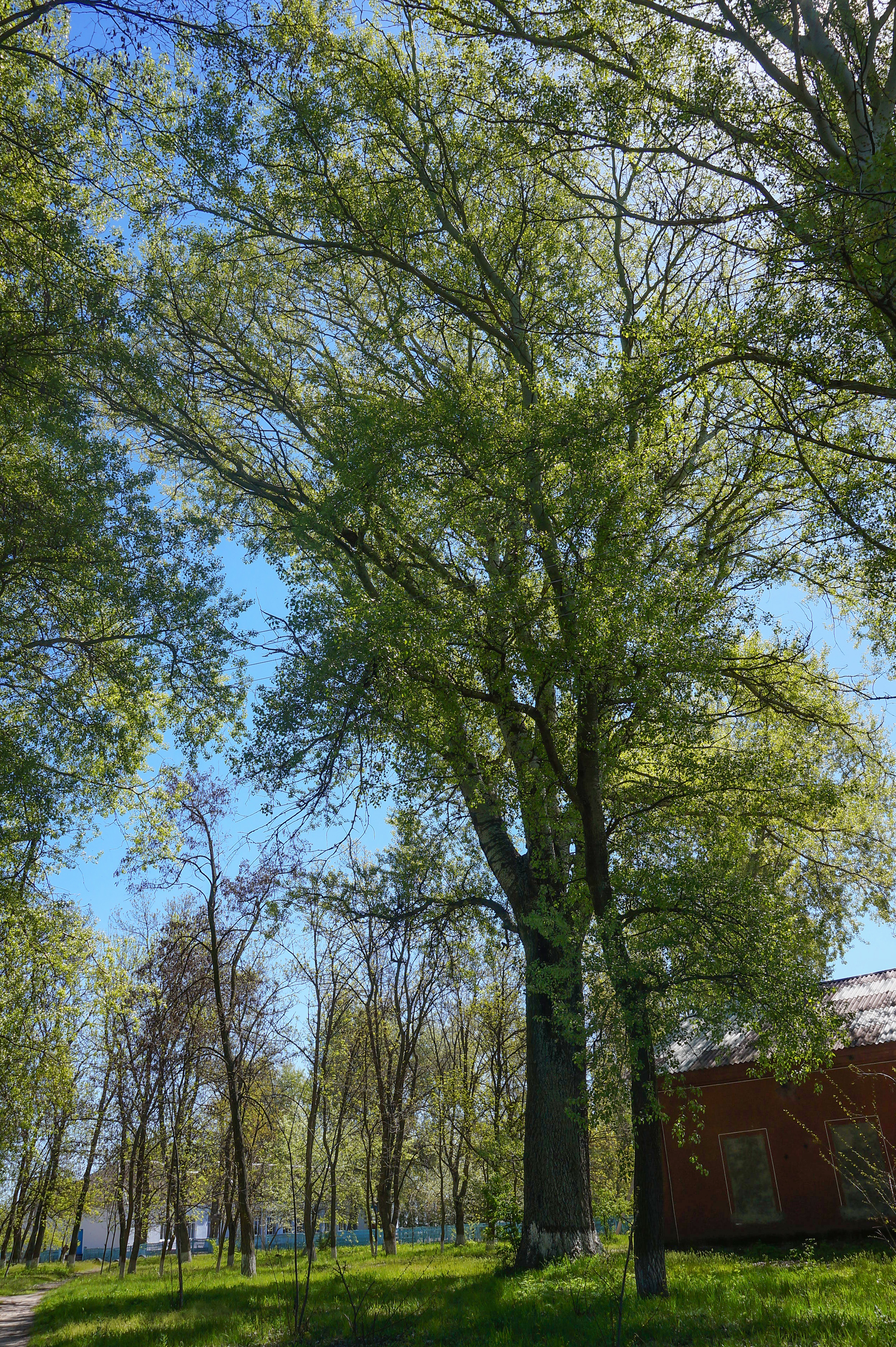
réserve botanique de Topoli classée[4].